# Philodoria molokaiensis
Philodoria molokaiensis là một loài loài bướm thuộc họ Gracillariidae. Đây là loài đặc hữu của Molokai.
Ấu trùng ăn các loài Lysimachia hillebrandi. Có khả năng chúng ăn lá cây nơi chúng sống.